# Marmara arbutiella
Marmara arbutiella är en fjärilsart som beskrevs av August Busck 1904. Marmara arbutiella ingår i släktet Marmara och familjen styltmalar. Inga underarter finns listade i Catalogue of Life.